# Europejskie Towarzystwo Teologii Katolickiej
Europejskie Towarzystwo Teologii Katolickiej (ang. European Society for Catholic Theology) – stowarzyszenie europejskich teologów katolickich. Organizacja została założona w 1989 roku. Jej celem jest prowadzenie działalności edukacyjnej w dziedzinie teologii katolickiej. Członkowie towarzystwa pracują w instytutach katolickich, na uniwersytetach, w akademiach i seminariach duchownych. Towarzystwo wydaje półrocznik, oświecający współczesne debaty teologiczne w Europie.